# Canarium indicum

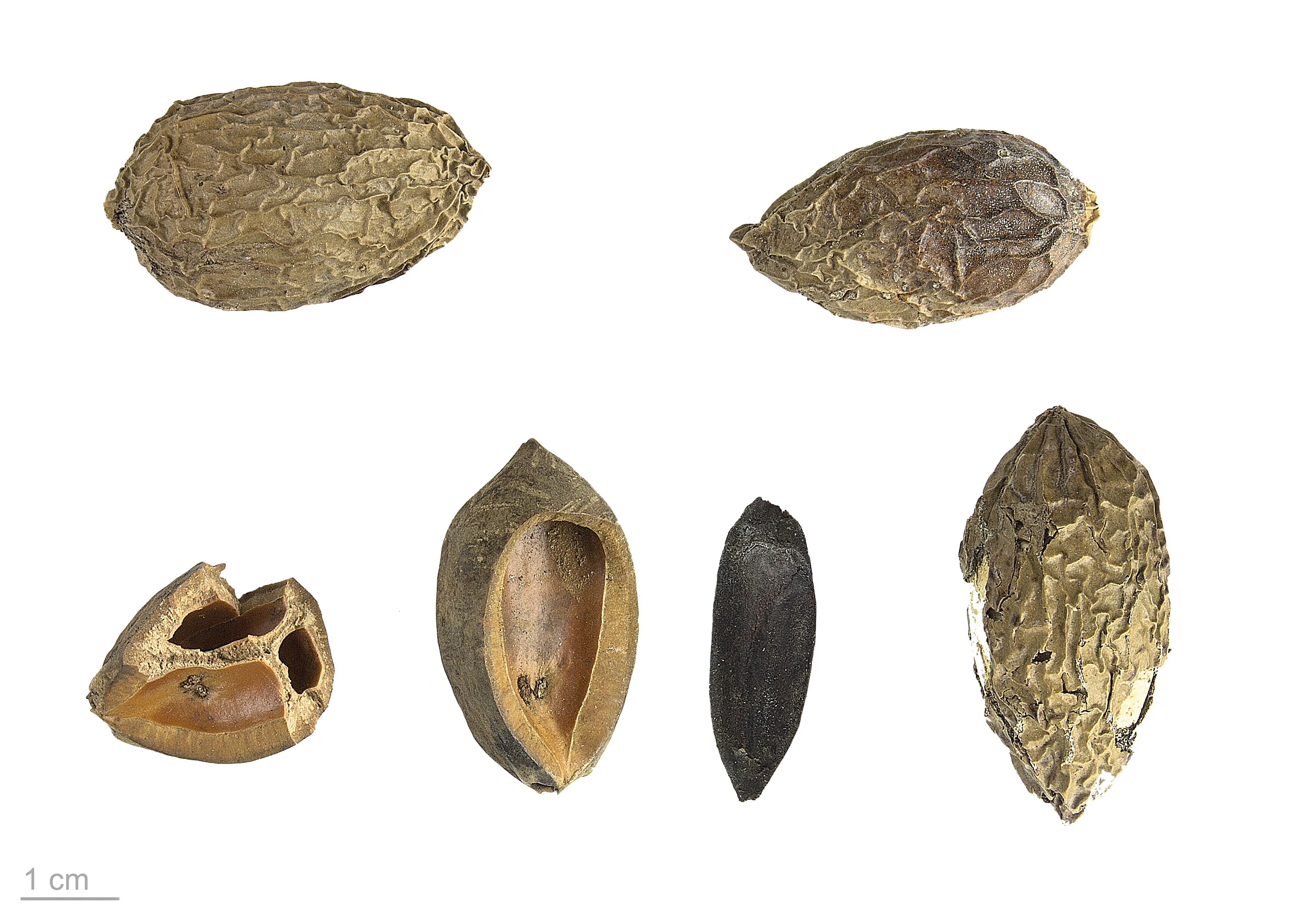
Canarium indicum

Canarium indicum là một loài thực vật có hoa trong họ Burseraceae. Loài này được L. mô tả khoa học đầu tiên năm 1759.